# Cytospora aquifolii
Cytospora aquifolii är en svampart som beskrevs av Fr. 1830. Cytospora aquifolii ingår i släktet Cytospora och familjen Valsaceae.   Inga underarter finns listade i Catalogue of Life.